# Friedrich Prym

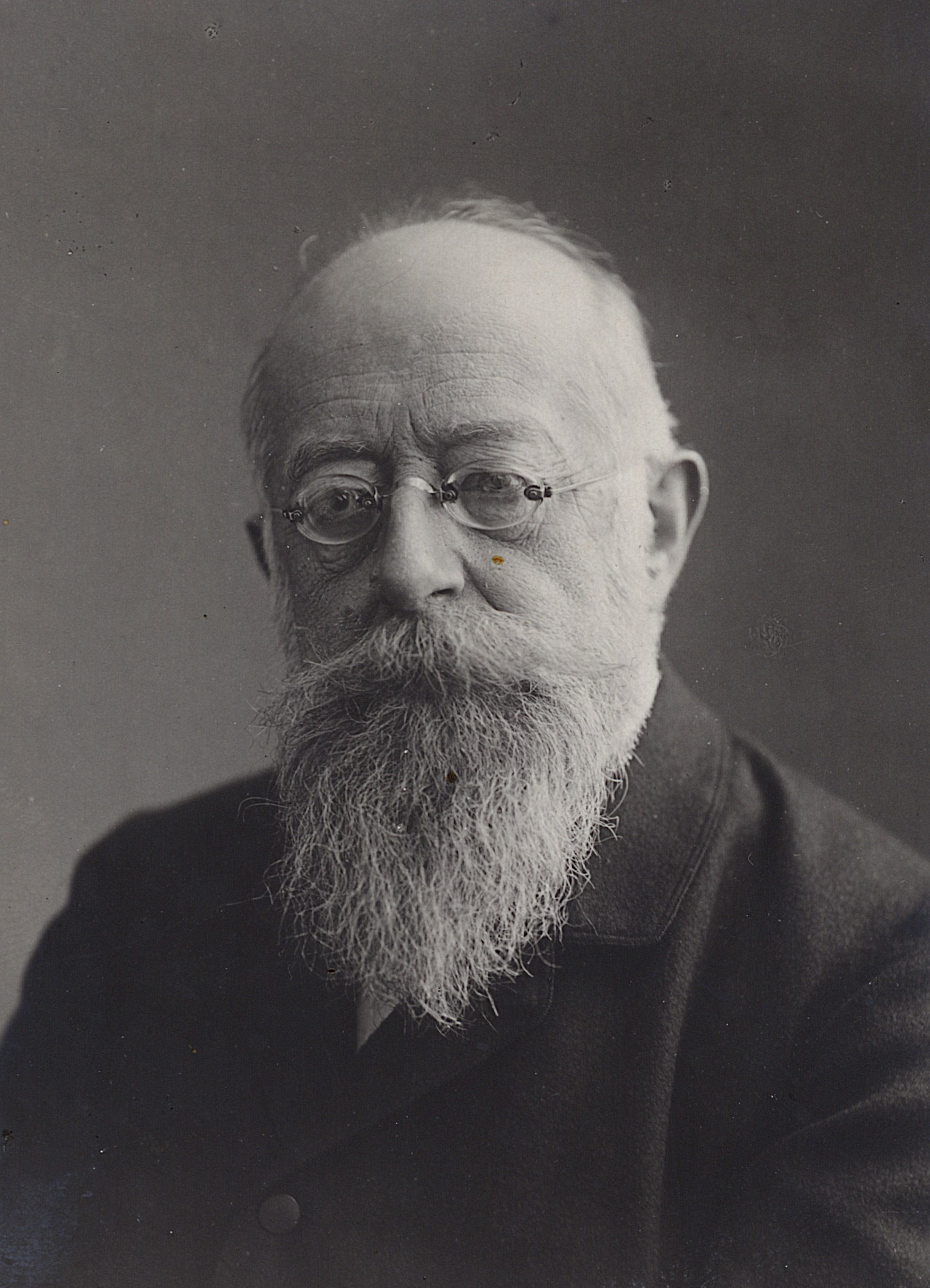
Friedrich Prym, 1909

Friedrich (Fritz) Emil Prym (* 28. September 1841 in Düren; † 15. Dezember 1915 in Bonn) war ein deutscher Mathematiker, der sich fast ausschließlich mit Funktionentheorie beschäftigte.

## Leben
Prym wurde als eines von sechs Kindern des Tuchfabrikanten Richard Prym (1814–1894) und der Ernestine Schoeller, einer Nichte von Leopold Schoeller, geboren und besuchte wie auch sein Bruder, der spätere Orientalist Eugen Prym, das Stiftisches Gymnasium in Düren.
Prym begann dann im Wintersemester 1859 ein Mathematikstudium in Berlin, wo er unter anderem bei Elwin Bruno Christoffel Vorlesungen hörte, mit dem er sich anfreundete. 1860/61 unterbrach er sein Studium, da er seinen erkrankten Vater in der Leitung der Fabrik vertreten musste, und studierte dann 1861 Chemie bei Robert Bunsen in Heidelberg. Im selben Jahr ging er auf Anraten von Christoffel für zwei Semester nach Göttingen, um bei Bernhard Riemann Funktionentheorie und partielle Differentialgleichungen zu hören. Die Begegnung mit Riemann wurde zu einem prägenden Erlebnis. Die (damals über Göttingen hinaus wenig verbreiteten) Methoden Riemanns verwendete er auch in seiner Dissertation Theoria nova functionum ultraellipticarum. Pars prior über ultraelliptische Funktionen, die er anschließend in Berlin bei dem Zahlentheoretiker Ernst Eduard Kummer einreichte. 1863 erfolgte die Promotion mit Bestnoten.
Nach seinem Studium begann er ein Bank-Volontariat bei seinem Onkel in Wien, beschäftigte sich aber weiter mit Mathematik, ließ die Vorlesungen Riemanns über partielle Differentialgleichungen in Hattendorffs Ausarbeitung in Wien zirkulieren und veröffentlichte in den Mitteilungen der Wiener Akademie der Wissenschaften 1864 einen Aufsatz über die Erweiterung der Methoden seiner Dissertation auf hyperelliptische Funktionen. Anregungen dazu holte er sich bei Riemann selbst, der sich in Padua im Frühjahr 1865 von seinen Krankheiten erholte. Im selben Jahr bewarb er sich für eine Professur in Zürich, die er auf Vermittlung des ebenfalls dort lehrenden Christoffel auch erhielt – die väterliche Fabrik wurde später aufgelöst. Seine in Zürich veröffentlichte Abhandlung über hyperelliptische Funktionen trug mit der des Riemann-Schülers Gustav Roch dazu bei, Riemanns Ideen zu abelschen Funktionen (den Verallgemeinerungen elliptischer Funktionen) weiteren mathematischen Kreisen verständlich zu machen. Riemann selbst und Roch starben 1866 an Tuberkulose.
Ab 1869 war er Professor in Würzburg (auf Empfehlung des zuvor ebenfalls von Zürich hierher gewechselten Rudolf Clausius) und erhielt den dort neugeschaffenen zweiten Lehrstuhl für Mathematik, den er bis zu seiner Emeritierung 1909 innehatte. Einen 1872 erhaltenen Ruf an die neu gegründete Universität Straßburg lehnte er ab, nachdem er schon die Zusage zur Einrichtung eines Mathematischen Seminars in Würzburg erhalten hatte, dessen Leitung er sich bis 1903 mit Aurel Voss teilte. Er war zweimal Dekan und 1897/98 Rektor der Universität. 1911 wurde er Ehrenbürger der Stadt Würzburg, wo auch eine Straße nach ihm benannt ist. Anfang des 20. Jahrhunderts stiftete Prym der Universitätsbibliothek Würzburg ein Papyrussammlung, die unter anderem den Sosylos-Papyrus aus dem 2. Jahrhundert vor Christus enthält.
Zu seinen Schülern in Würzburg zählten Adolf Krazer, Robert Haußner und sein enger Mitarbeiter und Nachfolger in Würzburg Georg Rost. Mit ihm fasste er seine Arbeiten 1911 in der Monographie Theorie der Prymschen Funktionen 1. Ordnung im Anschluß an die Schöpfungen Riemanns zusammen.
Die Bayerische Akademie der Wissenschaften ernannte ihn 1872 zum korrespondierenden Mitglied. Im Jahr 1883 wurde er zum Mitglied der Leopoldina gewählt. 1891 wurde er zum korrespondierenden Mitglied der Göttinger Akademie der Wissenschaften gewählt.
Prym starb auf einer Reise in Bonn, wo er auch begraben wurde, an einer Gürtelrose im Anschluss an eine Leistenbruch-Operation. Nach ihm sind Prym-Varietäten benannt. 1876 fand er die bekannte Partialbruchzerlegung der Gammafunktion, welche ebenfalls nach ihm benannt ist.
Prym war seit 1867 verheiratet und hatte vier Töchter. Eine davon, Erna Prym (* 8. April 1883; † 23. Oktober 1973), war verheiratet mit dem deutschen Gynäkologen und Geburtshelfer Otto von Franqué. Seine Tochter Frieda war die Ehefrau des Anatomen Rudolf Fick, seine Tochter Wilhelmine heiratete den Unternehmer Wilhelm Schmitt-Prym (1867–1943).

## Belege
1. ↑  Friedrich Emil Prym im Mathematics Genealogy Project (englisch)
2. ↑  Axel W.-O. Schmidt: Ein Amerikaner in Würzburg: Wie Carl Barus 1876 Mitglied der Würzburger Burschenschaft Arminia wurde. In: Tempora mutantur et nos? Festschrift für Walter M. Brod zum 95. Geburtstag. Mit Beiträgen von Freunden, Weggefährten und Zeitgenossen. Hrsg. von Andreas Mettenleiter, Akamedon, Pfaffenhofen 2007 (= Aus Würzburgs Stadt- und Universitätsgeschichte, 2), ISBN 3-940072-01-X, S. 297–307, hier: S. 305
3. ↑  Gottfried Mälzer: Würzburg als Bücherstadt. In: Karl H. Pressler (Hrsg.): Aus dem Antiquariat. Band 8, 1990 (= Börsenblatt für den Deutschen Buchhandel – Frankfurter Ausgabe. Nr. 70, 31. August 1990), S. A 317 – A 329, hier: S. A 326.
4. ↑  Holger Krahnke: Die Mitglieder der Akademie der Wissenschaften zu Göttingen 1751–2001 (= Abhandlungen der Akademie der Wissenschaften zu Göttingen, Philologisch-Historische Klasse. Folge 3, Bd. 246 = Abhandlungen der Akademie der Wissenschaften in Göttingen, Mathematisch-Physikalische Klasse. Folge 3, Bd. 50). Vandenhoeck & Ruprecht, Göttingen 2001, ISBN 3-525-82516-1, S. 194.
5. ↑  Manfred Stürzbecher: Fick, Rudolf Armin. In: Neue Deutsche Biographie (NDB). Band 5, Duncker & Humblot, Berlin 1961, ISBN 3-428-00186-9, S. 129 f. (Digitalisat).

| Personendaten    | Personendaten                                   |
| ---------------- | ----------------------------------------------- |
| NAME             | Prym, Friedrich                                 |
| ALTERNATIVNAMEN  | Prym, Friedrich Emil Fritz (vollständiger Name) |
| KURZBESCHREIBUNG | deutscher Mathematiker                          |
| GEBURTSDATUM     | 28. September 1841                              |
| GEBURTSORT       | Düren                                           |
| STERBEDATUM      | 15. Dezember 1915                               |
| STERBEORT        | Bonn                                            |